# Прапор Курмана
Прапор Курмана — офіційний символ селища Курман (Курманського району АРК), затверджений рішенням Кіровської селищної ради № 2065 від 21 травня 2010 року.

## Опис
Прямокутне полотнище із співвідношенням ширини і довжини 2:3, що складається з двох вертикальних рівношироких смуг — синьої та червоної, у центрі розташований щит з гербом селища.